# Токари (Нижньосілезьке воєводство)
Токари (пол. Tokary) — село в Польщі, у гміні Длуґоленка Вроцлавського повіту Нижньосілезького воєводства.
Населення — 193 особи (2011).
У 1975-1998 роках село належало до Вроцлавського воєводства.

## Демографія
Демографічна структура станом на 31 березня 2011 року:
|          | Загалом | Допрацездатний вік | Працездатний вік | Постпрацездатний вік |
| -------- | ------- | ------------------ | ---------------- | -------------------- |
| Чоловіки | 102     | 24                 | 71               | 7                    |
| Жінки    | 91      | 17                 | 61               | 13                   |
| Разом    | 193     | 41                 | 132              | 20                   |